# Arjunahalli, Krishnarajanagara
Arjunahalli là một làng thuộc tehsil Krishnarajanagara, huyện Mysore, bang Karnataka, Ấn Độ.